# Primer disco 45 RPM de Rio (álbum)
El Primer disco de 45 RPM de Rio es la primera obra de esta banda peruana. El disco incluye la canción Son colegialas, que sería luego agregada al disco, Lo Peor de Todo en una nueva versión.

## Lista de canciones
| N.º | Título           | Duración |  |
| 1.  | «Son Colegialas» |          |  |
| 2.  | «Cómo Escapar»   |          |  |